# Jan Willem de Winter
Jan Willam de Winter (Kampen, 23 marzo 1761 – Parigi, 2 giugno 1812) è stato un ammiraglio olandese, facente parte della marina della Repubblica Batava, che combatté al servizio della Francia.

## Biografia
Nato a Kampen, nei Paesi Bassi, diviene ufficiale di marina.
Egli aderisce al partito nazionalista che si oppone violentemente alla politica del re Guglielmo V di Orange-Nassau, ma l'aiuto della Prussia consente al re di cacciare dal paese i suoi avversari. A seguito della rivoluzione francese, Jan William de Winter si rifugia in Francia.
Nel 1795 rientra sul suolo olandese alla testa di una brigata di cavalleria dell'armata francese comandata dal generale Jean-Charles Pichegru ed il 23 gennaio occupa la cittadina di Den Helder catturando la flotta olandese, bloccata dai ghiacci nella rada.
Nel 1798 viene nominato ministro plenipotenziario della Repubblica Batava. Luigi Bonaparte, divenuto re d'Olanda, lo nomina maresciallo di Francia, conte (in Olanda) e comandante in capo delle armate di terra e di mare.
Napoleone lo nomina successivamente Grand'ufficiale della Legion d'onore, ispettore generale delle coste del mare del Nord, comandante in capo delle forze navali riunite di Texel e conte dell'Impero.
Si ammala nel 1812 e cede il comando in capo a Charles Henri Ver-Huell.
Jan Willem de Winter, conte di Huessen, muore a Parigi nel 1812. La sua salma è inumata al Pantheon di Parigi, ma il suo cuore è conservato in un vaso nella Chiesa Superiore della sua città natale di Kampen. Nonostante abbia ricevuto grandi onori, egli è considerato come un traditore dell'Olanda.